# Karuna gård
Karuna gård (finska: Karunan kartano) är en egendom i Karuna i nuvarande Sagu kommun i landskapet Egentliga Finland.
Över ingången på huvudbyggnaden finns en vapentavla med årtalet 1566. Det finns där eftersom huvudbyggnaden på Karuna gård uppfördes 1566 av slottsfogden på Åbo slott Henrik Simonsson, som (olovligen) anlitade slottets hantverkare för sitt eget bygge.
Gården, som är belägen i närheten av Karuna nya kyrka, blev frälse i mitten av 1500-talet; ägare var då slottsfogden Henrik Simonsson. Karuna gård gick sedan den övertagits av Henrik Simonssons svärson Johan Boose i arv i dennes släkt (Boose) till mitten av 1600-talet. I ägolängderna påträffas senare medlemmar av flera högadliga ätter (bland andra Horn och Fleming), biskop Johannes Gezelius d.y. och dennes adliga efterkommande med namnet Olivecreutz, som ägde Karuna gård fram till 1837. Gården övergick i ofrälse händer i mitten av 1800-talet. 
Den slottsliknande huvudbyggnaden är uppförd i tegel och gråsten. Under medeltiden kunde endast några få storgodsägare bygga stenhus, s.k. fasta hus på sina gårdar. Under den äldre vasatiden tillkom ett drygt tiotal och det är möjligt att det på herrgårdarna fanns ett tjugotal stenhus i slutet av 1500-talet i Finland. Karuna gård är ett välbevarat exempel. Det är också Svidja och Sjundby i Sjundeå samt Kankas i Masku.
Totalarealen är i dag 218 hektar, varav drygt 60 hektar åker. Herrarna på Karuna gård hade patronatsrätt i Karuna kapell 1770–1870.